# Jesse Leach
Jesse David Leach (ur. 3 lipca 1978 w Providence) – amerykański muzyk i wokalista, wieloletni członek zespołu Killswitch Engage oraz współtwórca innych grup i projektów muzycznych.

## Życiorys

### Życie prywatne
Urodził się i wychowywał w Providence. Jest synem Leroya Leacha, emerytowanego luterańskiego duchownego tj. ministra oraz wykładowcy teologii w Concordia College w Bronxville. Pomimo chrześcijańskiego wychowania w pewnym okresie (ok. 2011) duchowo kierował się w stronę rastafarianizmu. Po latach przyznał, że nadal pozostaje mocny w wierze chrześcijańskiej i wiele z jego tekstów piosenek dotyczą relacji z Bogiem.
Przez 12 lat do 2008 był wegetarianinem, a przez rok weganinem. W latach gdy pozostawał poza grupą Killswitch Engage (2002-2012), prócz tworzenia innych projektów muzycznych, zarabiał na życie w pracach fizycznych. Od około 2009 pracował jako DJ prezentujący muzykę w Providence.
Jego żoną została Melissa Lopez, z którą rozszedł się w 2018 po 16 latach związku. W 2019 oboje wzięli rozwód. W okresie poprzedzającym te wydarzenia Jesse Leach zmagał się z problemami natury wewnętrznej, w tym niepokojem i depresją (oficjalnie zdiagnozowaną w 2019), o czym informował publicznie. W tym czasie przyznał się do zażywania grzybów psylocybinowych, ayahuasca, LSD, marihuany. Zamieszkiwał w nowojorskim Brooklyn, skąd w 2019 przeprowadził się  na prowincję stanu Nowy Jork i osiadł sam w Catskill w Hudson Valley. W tym miejscu związał się z nową kobietą. Została nią Corinne Paris (także jako Philia Porphyra), z którą w 2024 ożenił się.

### Charakterystyka artysty
Zainteresowanie muzyką zaczynał od sceny punkowej, zaś na koncerty chodził od 1992. Z czasem przeszedł w odłam zaangażowany w zachowanie czystości, dbania o środowisko, wegetarianizmu. Inspiracją był dla niego zespoły Minor Threat, Bad Brains. Około 1995/1996 znalazł się pod wpływem sceny hardcore kształtowanej przez inspiracje metalowe, wskutek czego powstawał nurt metalcore. Po latach Leach przyznał, że inspiruje go wiele gatunków muzycznych i jest otwarty na różne stylistyki np. rap, rhythm and blues, folk, rock klasyczny, indie rock, hardcore punk, grindcore, trip hop, drum and bass, death metal, gotyk. Do pierwszego zespołu trafił w wieku 14 lat i jak sam twierdzi, w swojej karierze muzycznej przewinął się w sumie przez około 20-30 grup muzycznych, lecz w żadnej z nich nie pozostał na stałe. Oprócz zdolności wokalnych, gra na gitarze, basie, pianinie oraz programuje muzykę elektroniczną.
Jak sam przyznawał, swoją postawę zawdzięczał wychowaniu w wierzącej rodzinie, a jego życie i twórczość pozostaje zawsze pod wpływem Boga. W 2002 stwierdził, że jest osobą religijną, jednak jego teksty nie są i określił je jako uduchowione. Podkreślił, że wierzy w Boga, ale jest muzykiem a nie religijnym ministrem. Podkreślił, że cechuje go „pasja życia i chęć wywołania swym głosem pozytywnej zmiany”.
W zakresie wykonań wokalnych jest samoukiem. Przed wczesnymi sesjami nagraniowymi i trasami koncertowymi KsE brał krótkotrwale lekcje śpiewu. W zakresie tworzenia tekstów Leach już w czasie pierwszego okresu nawet podczas trasy koncertowej nie rozstawał się z notatnikiem, w którym zapisywał swoje przemyślenia. W późniejszych latach nadal pisał podczas podroży. Ponadto wiele ze swoich liryków stworzył nagrywając słowa podczas jazdy na rowerze.
Za swój ulubiony album w 2021 uznał płytę Offair: Lullabies for the Damned projektu Andersa Fridéna pod nazwą If Anything Suspicious.

### Corrin (1994-1996)
Pierwszym zespołem Leacha był Corrin założony w 1994. Zespół nagrał w 1996 cztery niewydane utwory, które zostały opublikowane ostatecznie, już po rozpadzie grupy, pod koniec 1998 jako płyta przez "Propaganda Machine". Płyta została udostępniona do pobrania przez byłego perkusistę Corrin – Briana Hulla. Jak przyznał sam Hull, to jego osoba była przyczyną zakończenia działalności zespołu, jako że zdecydował się przenieść do Connecticut, aby być ze swoją dziewczyną. Wraz z tym zespołem Leach występował na koncertach obok grupy Aftershock i wtedy zauważył gitarzystę tejże, Adama Dutkiewicza

### Nothing Stays Gold (1998-1999)
Drugim zespołem Leacha był Nothing Stays Gold, sformowany w 1998. Leach był w nim wokalistą, zaś gitarzystą był Joe Cantrell, podobnie jak w Corrin. Grupa wydała wydawnictwo EP, następnie zaprzestała działalności po tym, jak Leach stał się członkiem Killswitch Engage.

### Killswitch Engage (1999-2002)
Tymczasem nowy zespół tworzyli w Massachusetts członkowie zespołów Overcast oraz Aftershock, będących pod koniec lat 90. jednymi z prekursorów nowego gatunku muzycznego – metalcore. Muzycy poszukiwali wokalisty. W 1999 Jesse Leach dołączył do basisty Mike'a D'Antonio, gitarzystów Adama Dutkiewicza oraz Joela Stroetzela i razem stworzyli formację Killswitch Engage. Po wybraniu przez muzyków Leacha na wokalistę nagrał on wokalizy do nagranego już materiału na płytę. Ich debiutancki album, nazwany tak jak sama grupa tj. Killswitch Engage, wydano 11 lipca 2000.
Po dwóch latach, 21 maja 2002, miało premierę drugie wydawnictwo zespołu, zatytułowane Alive or Just Breathing. Płyta osiągnęła duży sukces, a wśród narastającej fali popularności nurtu metalcore była wymieniana przez wielu krytyków oraz słuchaczy w czołówce najlepszych albumów. Istotną rolę odgrywały kompozycje muzyczne, jednakże duża zasługa tkwiła również w wykonaniach wokalnych Leacha, wyrażającego się na płycie głosem przechodzącym od growlu, przez krzyk, wołanie aż do czystego śpiewu w refrenach. Spójnym aspektem były teksty do utworów jego autorstwa, z których każdy osobno stanowił swoisty manifest. Przez wzgląd na liryki Leacha płyta uważana jest za uduchowioną. Przed zaplanowaną trasą koncertową opuścił on grupę, powiadamiając o tym pozostałych członków drogą e-mailową. Przyczynami były jego stan fizyczny (choroba gardła) i mentalny (sprawy osobiste).

### Seemless (2003-2009)
Odpowiadając na zaproszenie swojego przyjaciela zapoznał się z zaprezentowaną przez niego muzyką i przystąpił w 2003 do formacji Seemless, by – jak sam przyznał – śpiewać bluesa (wraz z nimi tworzyli grupę były perkusista Shadows Fall, Derek Kerswill oraz były gitarzysta Overcast i Killswitch Engage, Pete Cortese). Swoista supergrupa muzyczna wykonywała szeroko rozumiany stoner rock z wpływami metalu. Zespół wydał dwa albumy studyjne: Seemless (2005) oraz What Have We Become (2006), po czym zakończył działalność w 2009. Jak przyznał później Leach, gra w zespole pozwoliła mu odkryć pełniej jego głos.

### One Of You (od 2004)
W 2007 Jesse Leach wydał demo projektu muzycznego pod nazwą One Of You, tworzonego od 2004 wraz z Nickiem Sollecito. Charakter tego materiału znacząco odbiegał od dotychczasowej twórczości Leacha. Muzyka na trzech opublikowanych utworach była spokojna, stonowana dotykająca gatunków trip hopu, muzyki eksperymentalnej oraz ambientu. Nagrania udostępnione na stronie projektu w serwisie Myspace.

### The Empire Shall Fall (od 2008)
Czując potrzebę grania agresywniejszej muzyki od 2008 Jesse Leach zaprosił do współpracy Nicka Sollecito, z którym utworzył grupę The Empire Shall Fall wykonującą metalcore. Premiera debiutanckiej płyty pt. Awaken miała miejsce 17 listopada 2009.

### Times of Grace (od 2008)

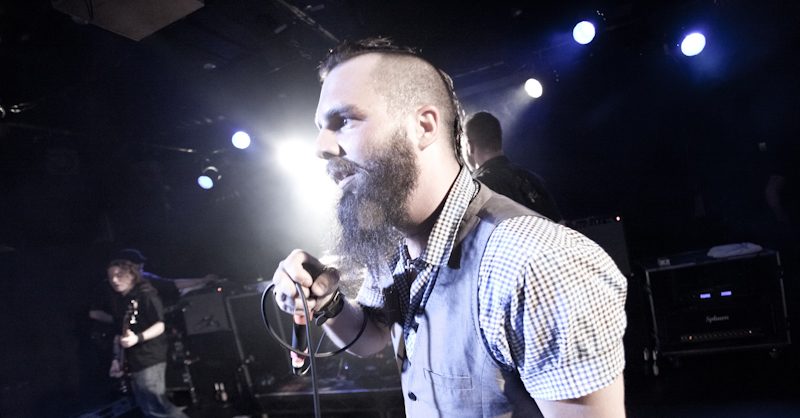
Jesse Leach podczas koncertu Times of Grace (2011)

Osobnym projektem muzycznym Jessego Leacha jest Times of Grace, który stworzył wraz z Adamem Dutkiewiczem. Premiera debiutanckiej płyty The Hymn of a Broken Man została wyznaczona na 18 stycznia 2011.
Po dziesięciu latach 16 lipca 2021 premierę miał drugi album grupy zatytułowany Songs of Loss and Separation. Duet twórców zdecydował się na wydanie drugiego albumu sposobem niezależnym w ramach założonej przez siebie wytwórni Wicked Good Records.

### AliKeN (od 2010)
W marcu 2010 Jesse Leach zaprezentował oficjalnie swój autorski i solowy projekt pod nazwą AliKeN. Na stronie w serwisie MySpace opublikował on dziewięć utworów demo stworzonych w nurcie ambient, downtempo i trip hop. Poinformował przy tym, iż planuje wydanie solowego albumu studyjnego, przewidywalnie w latach 2010–2011.

### Killswitch Engage (od 2012)

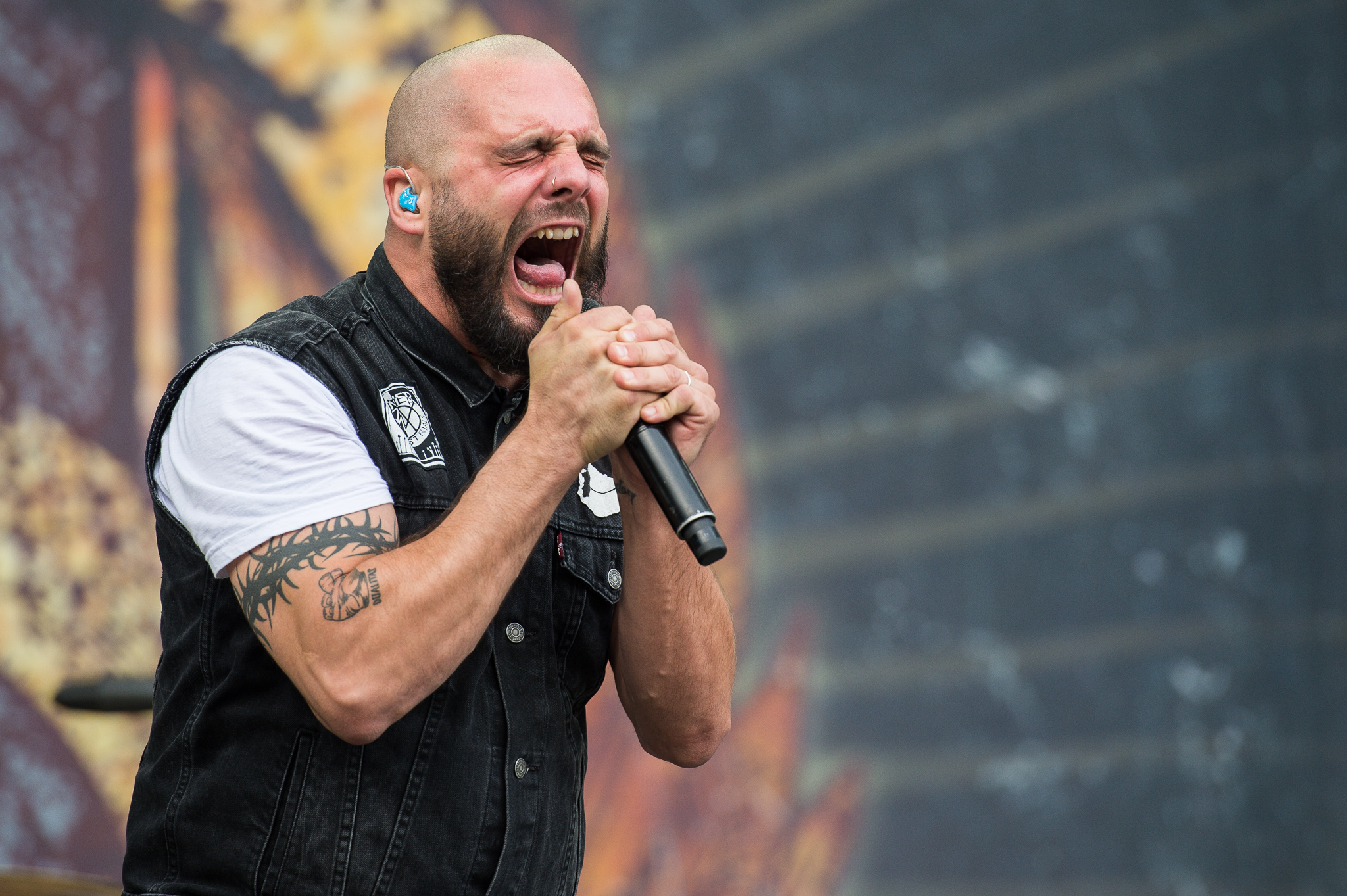
Jesse Leach podczas koncertu KsE (2016)

Po odejściu ze składu Killswitch Engage przez lata Leach utrzymywał przyjacielskie kontakty z pozostałymi członkami grupy. 18 marca 2010 zagrał z nimi jednorazowy koncert w oryginalnym zestawieniu muzyków.
4 stycznia 2012 grupa Killswitch Engage poinformowała o odejściu ze składu Howarda Jonesa, który dziesięć lat wcześniej tj. w 2002 zastąpił Leacha. W tym czasie Leach zaproponował na wspomnieniową trasę z KsE z okazji 10 rocznicy wydania albumu Alive or Just Breathing. Członkowie grupy planowali zaś urządzić przesłuchania celem wybrania nowego wokalisty na wakujące miejsce. Po ich przeprowadzeniu w dniu 6 lutego 2012 Jesse Leach został oficjalnie ogłoszony wokalistą zespołu. Decyzję o powrocie podjął mimo niepewności wobec tego, czy podoła śpiewać piosenki stworzone przez Jonesa. Do wspomnianych przesłuchań musiał nauczyć się siedmiu piosenek KsE zaśpiewanych przez Jonesa, mając do wypełnienia warunki takie jak każdy innych kandydat. Pierwszy koncert KsE z jego udziałem odbył się 22 kwietnia 2012.
Premiera nowego albumu grupy pt. Disarm the Descent została wyznaczona na 2 kwietnia 2013. Był to trzeci w historii grupy album nagrany z Leachem. W 2016 został wydany pt. Incarnate, a w 2019 krążek zatytułowany Atonement, który Leach uznał za swój najbardziej zróżnicowany w całej karierze. W kwietniu 2018 Leach przeszedł operację usunięcia polipów strun głosowych, stanowiące zagrożenie dla kontynuacji jego kariery wokalnej, po czym przechodził rehabilitację. 1 maja 2020 za pośrednictwem serwisu Bandcamp grupa wydała zbiór sześciu utworów pod nazwą Atonement II B-Sides For Charity, powstałych podczas sesji nagraniowej do albumu Atonement i jednocześnie zadeklarowano, że dochód z nich uzyskany, zostanie przekazany fundacji działającej na rzecz zwalczania trwającej pandemii COVID-19.

### The Weapon (od 2018) i inne projekty
W lutym 2018 Jesse Leach wraz ze swoim nowym projektem muzycznym pod nazwą The Weapon, grającym muzykę hardcore punk (w jego składzie znalazł się m.in. jako basista Josh Mihlek, wcześniej udzielający się sesyjnie oraz w roli menedżera produkcji dla Killswitch Engage), opublikował zawierające dwa utwory EP. W maju 2020 zespół ogłosił album pt. A Repugnant Turn Of Events, opublikowany za pośrednictwem serwisu Bandcamp.

### Inne projekty
W lutym 2020 Leach opublikował piosenkę o charakterze dubstep/EDM/industrial pt. "Luminescent Dreams", przy której współpracował wraz ze swoją partnerką życiową, którą została Philia Porphyra. W kwietniu 2020 wydał ambientową piosenkę pt. "The Path" swojego projektu o nazwie The Way Back Within, zaś w utworze głosu udzieliła także Philia Porphyra.
W czerwcu 2020 Jesse Leach gościnnie pojawił się w piosence i teledysku do utworu "Stop The Bleeding" z singla Civil Unrest grupy Machine Head, którego lider Robb Flynn zainspirował się śmiercią George’a Floyda oraz wywołanymi zamieszkami.

## Dyskografia

### Zespoły i projekty
Corrin
- Despair Rides On Angel Wings (EP, 1995)
- Corrin/Arise Split (1996)
- Plutonian Shores (1998)

Nothing Stays Gold
- EP (1999)

Killswitch Engage
- Killswitch Engage (2000)
- Alive or Just Breathing (2002)
- Disarm the Descent (2013)
- Incarnate (2016)
- Atonement (2019)
- This Consequence (2025)

Seemless
- Seemless (2004)
- What Have We Become (2006)

One Of You
- Demo (2007)

The Empire Shall Fall
- Demo (2008-2009)
- Awaken (2009)

AliKeN
- Demo (2010)

Times of Grace
- The Hymn of a Broken Man (2011)
- Songs of Loss and Separation (2021)

The Weapon
- The Weapon (EP, 2018)
- A Repugnant Turn Of Events (2020)

### Gościnne występy
- Killswitch Engage – „Take This Oath” na płycie The End of Heartache (2004)
- Killswitch Engage – „Irreversal” na wydawnictwie The End of Heartache Special Edition (2005)
- Roadrunner United – „Blood And Flames” na płycie All-Star Sessions (Roadrunner Records 25th Anniversary) (2005)
- Thy Will Be Done – „Preserving The Sacred” na płycie Was And Is To Come (2007)
- Atresia – „Life from Life” (demo[50], Heavy Metal Mixtape)
- Machine Head – „Stop The Bleeding” (2020)
- Heaven Shall Burn – „Numbered Days” (cover Killswitch Engage) na płycie Heimat (2025)[51]

## Filmografia
Jesse Leach zagrał niewielką rolę w amerykańskim filmie Prawa młodości (tytuł oryg. Outside Providence) w reżyserii Michaela Corrente. Wokalista wcielił się w rolę postaci o przydomku "Decenz".
Informowano również, jakoby pracował nad filmem niezależnym, którego produkcja miałaby się rozpocząć w październiku 2008. Jak sam powiadomił na swoim blogu: "W najbliższy piątek spotkam się pierwszy raz z producentem/reżyserem by omówić moją główną rolę w filmie niezależnym, którego produkcja rozpocznie się w październiku. Gram nowojorskiego artystę ze szczyptą psychodelii; jest to rodzaj mrocznej odjazdowej historii miłosnej. Będę Was o tym informował we wpisach."